# أبو الأشبال ضرغام
أَبُو الأشْبَال ضِرْغَام بْنُ عَامِر بْنِ سَوَّار اللَّخْمِي، هو وزير آخر خلفاء الدولة الفاطمية العاضد لدين الله، تولى الوزارة عام 558 هـ واستمر في صراع مع الوزير الفاطمي شاور حتى وفاته في شهر رمضان عام 559 هـ الموافق 1164م.

## حياته
لما ثار الوزير شاور ودخل القاهرة وملكها، أخرب دور الوزارة ودور بني رزّيك، واختفى الوزير رزيك بن طلائع إلى أن ظفر به شاور وقتله. تولّى شاور الوزارة، فعلمل العاضد بأفعال قبيحة وأساء السّيرة في الرعيّة، وأخذ أمر مصر في وزارته في إدبار. ولمّا كثر ظلمه خرج عليه أبو الأشبال ضرغام بن عامر من الصعيد وقيل من مصر وحشد. فخرج إليه شاور بدسته فهزمه ضرغام، وقتل ولده الأكبر طيئ، وخذل أهل القاهرة شاور لبغضهم له.
هرب شاور إلى الشام ودخل إلى السلطان الملك العادل نور الدين محمود بن زنكي المعروف بالشهيد، فالتقاه نور الدين وأكرمه. فطلب شاور منه النجدة والعساكر وأطمعه في الديار المصرية، وقال له: «أكون نائبك بها، وأقنع بما تعيّن لي من الضّياع والباقي لك». فأجّابه نور الدين لذلك وجهّز له العساكر مع الأمير أسد الدين شيركوه بن شاذي، أحد أمراء نور الدين، وخرجوا من دمشق في العشرين من جمادى سنة 557 هـ، وكان مع أسد الدين شيركوه ابن أخيه صلاح الدين يوسف بن أيّوب في خدمته. فلمّا وصلوا إلى القاهرة خرج إليهم أبو الأشبال ضرغام بن عامر بن سوار، فحاربهم أياما ووقع بينهم حروب، إلى أن التقوا على باب القاهرة فحمل ضرغام بنفسه في أوائل الناس فطعن وقتل، واستقام أمر شاور.